# Vallorcine
Vallorcine – miejscowość i gmina we Francji, w regionie Owernia-Rodan-Alpy, w departamencie Górna Sabaudia. Leży w dolinie Vallée de Chamonix.
Według danych na rok 1990 gminę zamieszkiwało 329 osób, a gęstość zaludnienia wynosiła 7 osób/km² (wśród 2880 gmin regionu Rodan-Alpy Vallorcine plasuje się na 1301. miejscu pod względem liczby ludności, natomiast pod względem powierzchni na miejscu 71.).